# Gata (arme)
Pour les articles homonymes, voir Gata.
Un gata ou gata waka est un type de casse-tête originaire des Fidji.

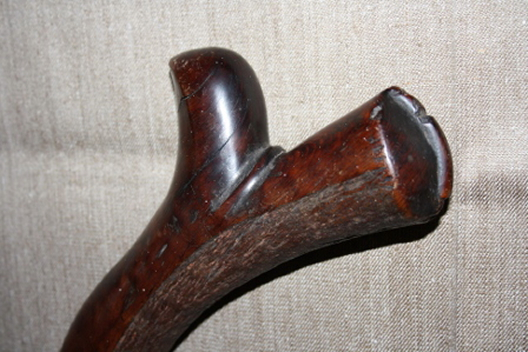
Tête de gata waka.

## Usage
Généralement taillé dans un bois dur, il possède une tête double en forme de serpent ou de fusil. Le mot gata signifie serpent en langue fidjienne. Cette arme peut être utilisée pour le combat mais aussi pour les danses et cérémonies traditionnelles, dans ce dernier cas on les appelle des kiakavo, réservés à la danse.

## Galerie

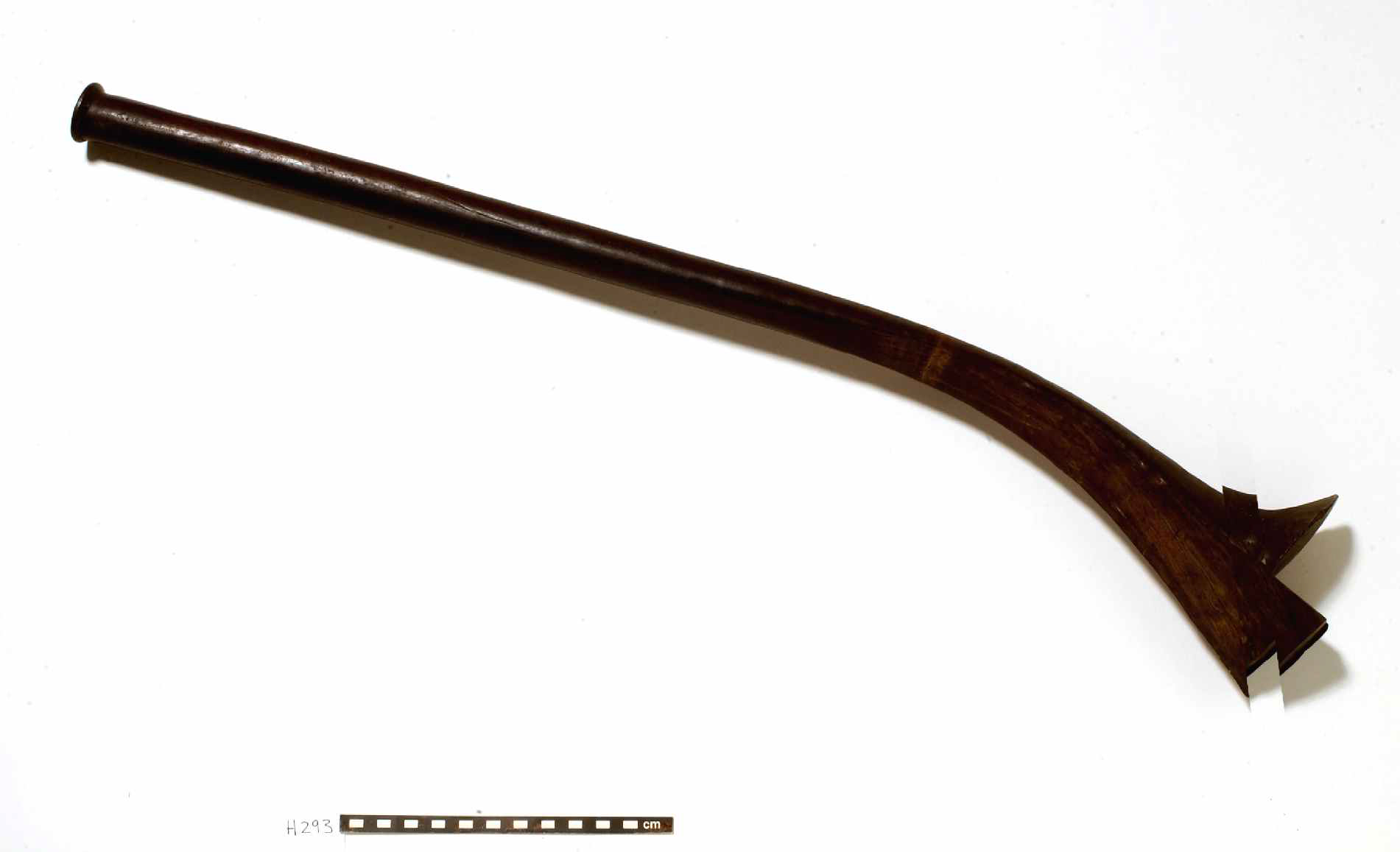
Gata
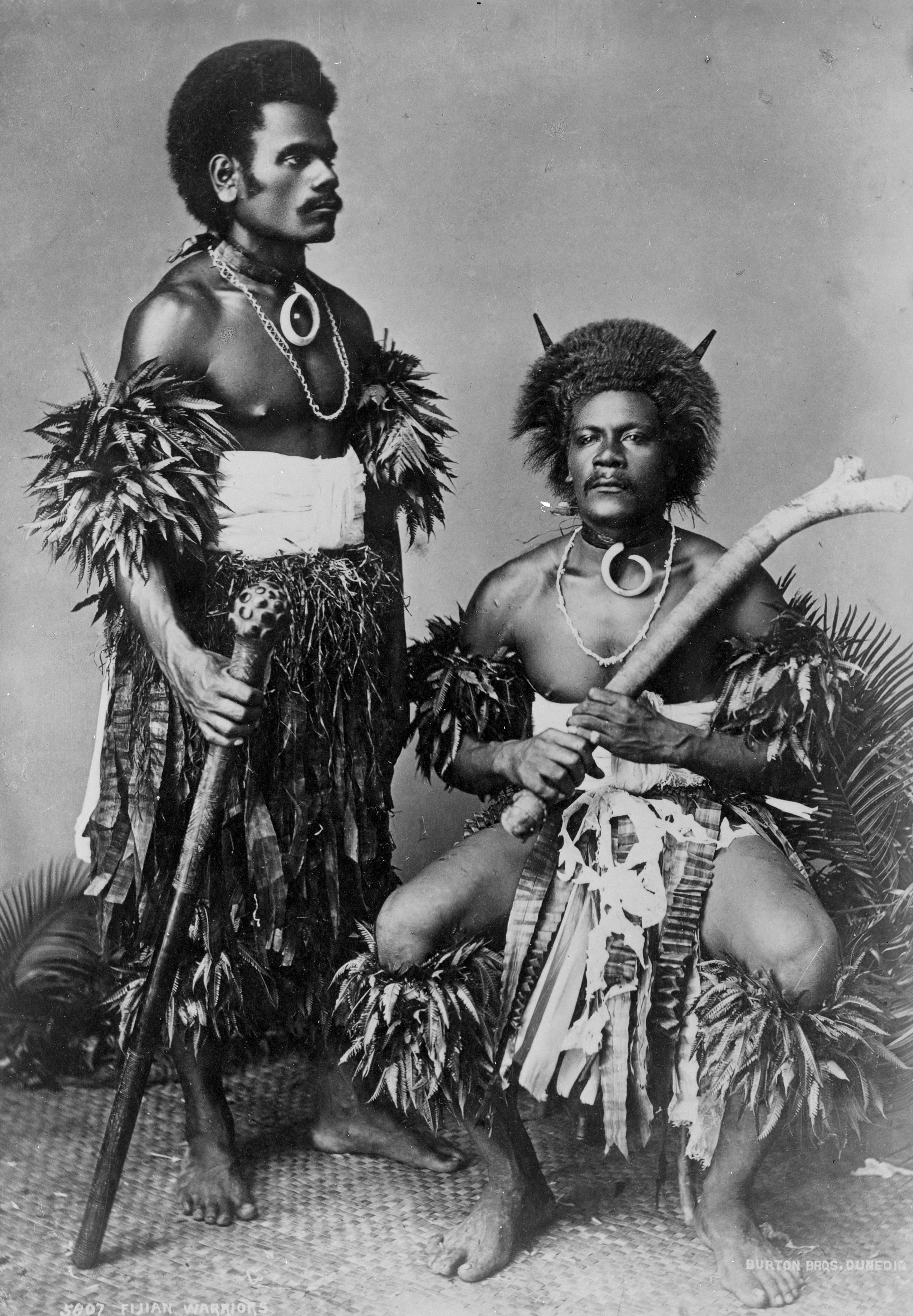
Guerriers fidjiens dont celui de droite tient un gata
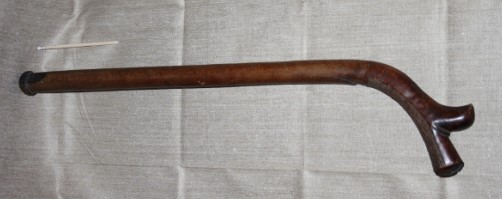
Gata waka ou kiakavo de danse

## Articles annexes
- Totokia
- Ula
- Sali
- Culacula
- Bulibuli